# Провиденс (округ)
Провиденс (англ. Providence County) — округ, расположенный в штате Род-Айленд, США. В 2020 году население Провиденса составляло 660 741 человек. Центр населённости штата Род-Айленд располагается в округе Провиденс в городе Кранстон. Провиденс занимает 100-е место в списке самых населённых округов США.

## История
Округ Провиденс был образован 22 июля 1703 года как «Округ плантаций Провиденса» (англ. County of Providence Plantations). На тот момент округ включал в себя пять городов — Провиденс (англ. Providence), Варвик (англ. Warwick), Вестерли (англ. Westerly), Кингстон (англ. Kingstown) и Гринвич (англ. Greenwich) и территории современных округов Кент (англ. Kent County) и Вашингтон (англ. Washington County). Округ Вашингтон был отделён в 1729 году, как округ Кингс (англ. King's County). Округ Кент был отделён в 1750 году. В 1746—1747 город Камберленд был присоединён к Провиденсу от Массачусетса. В 1862 году, когда была окончательно установлена граница с Массачусетсом города восточного Провиденса и Потакет вошли в состав округа Провиденс.

## География

Штат Род-Айленд

Согласно данным Бюро переписи населения США округ имеет площадь 1 129 квадратных километров, из которой 1 070 кв. км — площадь суши и 58 кв. км — площадь водных территорий (водные территории занимают 5,18 % площади округа). Наиболее высокой точкой округа Провиденс и штата Род-Айленд является возвышенность Джеримот-Хилл (высота — 247 метров над уровнем моря). Самая низкая точка округа расположена на уровне моря.

### Соседние округа
- Норфолк, Массачусетс — северо-восток.
- Бристол, Массачусетс — восток.
- Бристол, Род-Айленд — юго-восток.
- Кент, Род-Айленд — юг.
- Уиндем, Коннектикут — запад.
- Вустер, Массачусетс — северо-запад.

## Демография
По данным переписи 2000 года на территории округа проживают 621 602 человек (152 839 семей). Плотность населения составляет 581 человек на кв. км. На территории штата расположены 253 214 жилищных единиц (237 единиц на кв. км). Расово-этнический состав: 78,38 % белых, 6,55 % негров и афроамериканцев, 0,51 % индейцев, 2,90 % азиатов, 0,07 % выходцев с островов Тихого океана, 8,02 % представители других наций и 3,58 % смешанное население. Выходцы из Латинской Америки составляют 13,39 %; 19,0 % составляют выходцы из Италии, 10,9 % — из Ирландии, 8,1 % — из Франции, 7,7 % — Из Португалии, 7,2 % — французские канадцы и 5,8 % — англичане. Английский язык является первым для 72,7 % населения, для 13,4 % — испанский, для 4,9 % — португальский, для 2,5 % — французский и для 1,6 % — итальянский.